# Nederhop
Nederhop is het overkoepelende begrip voor een muziekstijl uit Nederland en Vlaanderen, die gebaseerd is op de Amerikaanse hiphopmuziek. De muziek bestaat voornamelijk uit Nederlandstalige rap.
Hoewel de eerste Nederlandse rappers doorgaans in de Engelse taal schreven, begon dit te veranderen toen Osdorp Posse een grote schare fans kreeg. Ze waren de eersten die hiphop in de Nederlandse taal opnamen en uitbrachten, waren de eersten die optraden voor een groot publiek  en waren de eersten die de hitlijsten behaalden met hun albums.
In 1995, hetzelfde jaar dat Osdorp Posse een top 20-succes had met hun album Afslag Osdorp, was rapper Extince de eerste Nederlandse rapartiest die met Spraakwater een top 10-hit in de singles charts behaalde.
Nadat rapper Def Rhymz de eerste rapper was met nummer 1-hits zoals Doekoe en Schudden, met een meer pop-, R&B- en dance-georiënteerd geluid, is Nederlandstalige hiphop in de 21ste eeuw uitgegroeid tot de populairste storming van de reguliere popmuziek in Nederland en Vlaanderen.
Anno 2024 worden de Nederlandse hitlijsten voor muziekstreaming gedomineerd door Nederlandstalige rapartiesten als Boef, Josylvio, Broederliefde, Lil' Kleine, Lijpe en Sevn Alias.

## Geschiedenis

### Nederlandstalige en Engelstalige teksten
Toen eind jaren 70, begin jaren 80 hiphop en rap in de Verenigde Staten populair werden, probeerden enkele artiesten in Nederland en België ook rapsingles uit te brengen. Veel van deze eerste Nederlandstalige rapsingles waren komisch van aard, zoals Poopeloo (1980) van De Gantwerp Rappers en De Scratchin' Zwaantjes (1984) van Urbanus. Het eerdere Ik ga weg Leen van Dingetje (1977) was weliswaar geïnspireerd door Cocaine in My Brain van Dillinger, maar moet toch aangemerkt worden, omdat alleen het refrein gezongen werd – de rest van het nummer werd ritmisch gesproken. Dit soort nummers werden wel hitjes in België, maar werden niet serieus genomen en sukkelden al gauw terug weg in de vergetelheid. In 1980 haalde "Repper de klep", een Nederlandse versie van de internationale raphit "Rap-O Clap-O", de 38e plaats in de Nederlandse top-40. De rapper was de 13-jarige "Danny Boy". In datzelfde jaar bracht dezelfde Danny Boy de track "Diskomix" uit, met vermoedelijk de eerste niet-gecoverde Nederlandstalige rap op plaat die serieus was bedoeld. In 1983 kwam de LP "Electric Boogie dance instructies from the specialists Alex and the city crew" uit (E. Starink, M. Roos en A.v. Oostrom), waar op kant twee de dansinstructies in het Nederlands werden gerapt. Een andere zeer vroege Nederlandstalige rapgroep was FURN die "Nederland heeft de beat" op vinyl uitbracht in 1984.
In Nederland ontstond een eerste generatie artiesten, ook bekend als de grondleggers, die zich al vroegtijdig bezighielden met hiphop in Nederland. De artiesten van de eerste generatie waren voornamelijk actief tussen 1980 en 1995 en schreven hun teksten in het Engels. Bekende namen zijn onder anderen Osdorp Posse, LTH, Deams, SugaCane, Extince en Yukkie B, maar ook 24K, Skate the Great, Def Rhymz, KayLC, Duvel, E-Life, Postmen en U-Niq. Vooral de steden Amsterdam, Rotterdam, Den Haag, Eindhoven en Breda stonden hier centraal.
In 1986 volgden de eerste commerciële successen: Extince bracht zijn eerste grammofoonplaat uit (de 7-inchplaat Rap Around The Clock) en het rapduo MC Miker G & DJ Sven bereikte met hun 12-inchplaat Holiday Rap in 34 landen een nummer 1-positie in de hitlijsten. In 1987 hadden Spaan en Vermeegen een nr 14 notering met de satirische rap Koud He.

### Osdorp Posse en het ontstaan van nederhop
In mid-jaren '80 rapte Blonnie B in het Nederlands in het ondergrondse circuit , maar dit werd nooit uitgebracht op plaat. De Amsterdamse groep Osdorp Posse stond eind jaren 80 werkelijk aan de basis van de Nederlandstalige rap. Toen zij in 1989 bij elkaar kwamen, werden ze de eerste act die uitsluitend in de Nederlandse taal rapte. Frontman Def P begon in eerste instantie met het vertalen van Amerikaanse gangstarap-teksten naar het Nederlands, maar begon al snel zijn eigen teksten te schrijven. Hiermee was het begrip "nederhop" geboren.
Nederlandse rap werd over het algemeen nog met argwaan bekeken. Veel hiphop-luisteraars vonden het vreemd om raps in een andere taal dan het Engels te horen, en de media wilde er al helemaal niets mee te maken hebben. Osdorp Posse wist dit te overwinnen en kreeg een kleine groep volgers. Het indie-label Djax Records uit Eindhoven pikte dit op en tekende de band. In 1992 brachten ze hun debuutalbum Osdorp Stijl uit, waarmee het allereerste Nederlandstalige hiphop-album een feit werd. De teksten waren vaak maatschappijkritisch, met frontman Def P die het beschreef als "hardcore rap". In Deventer vonden ze hun eerste aanhang, en zo ontstond een prille Nederlandstalige hiphopscene. De eerste hiphop-groepen na Osdorp Posse waren Zuid-Oost Posse en Maasstraat Mannen.
Nederlandse rap begon al een iets groter publiek te bereiken, hoewel het nog steeds als een underground-genre kon worden beschouwd. Een jaar na het debuutalbum van Osdorp Posse bracht de band nog 2 albums uit, Roffer Dan Ooit en Vlijmscherp. Op deze manier baanden ze eigenhandig de weg voor vele Nederlandstalige rap-acts. In 1994 vond er een doorbraak plaats met de release van het compilatiealbum De Posse: Nederhop Groeit van het Djax-label, waarop maar liefst 7 verschillende nieuwe Nederlandse rap-acts te horen waren. Deze groepen traden op in heel Nederland en het genre nederhop kreeg zo een groter publiek.
Djax Records voorzag op deze manier nederhop van een belangrijke impuls door een groot aantal underground-artiesten te promoten door ze de mogelijkheid te geven albums uit te brengen en verschillende "Posse"-verzamelalbums uit te brengen. Tegen de tijd dat het 1996 was had Djax materiaal uitgebracht van Ouderkerk Kaffers, White Wolf, West Klan, Dr. Doom, Spookrijders, Zuid Oost Posse, Klaas Vaak, Cut, Mach, Vuurwerk, Loco-Motief, Lijkenpikkers, Bitchez & Cream, Space Marines, Jesse, Neuk! en De Uitverkorenen. Djax Records werd op deze manier het eerste label die zich toespitste op Nederlandstalige rap.
Waar in het begin van de nederhop de Amerikaanse hiphop nog met afstand populairder was onder rap-artiesten zelf en hun publiek, begonnen steeds meer artiesten te rappen in het Nederlands, zodat ze hun boodschap beter konden overdragen. Ook werd nederhop door sommige van deze groepen gecombineerd met andere stijlen zoals heavy metal (Neuk! en Osdorp Posse) en reggae (Maasstraat Mannen, Jesse).

## De jaren '90

### Media-boycot en het zelfgemaakte landelijke succes van Osdorp Posse
De media boycotte Nederlandse rap grotendeels, waarbij ze vaak kritiek uitten op de harde teksten en lo-fi beats. Ondanks dit was Osdorp Posse er ondertussen in geslaagd een grote schare fans op te bouwen, mid-jaren '90 resulterend in uitverkochte tournees door het hele land en grote optredens op Nederlandse festivals. Ze traden op tijdens het Lowlands Festival in 1995, waarbij hun populariteit volledig werd onderschat door de boekers, waardoor fans zelfs in de geluidstoren en palen van de festivaltent klommen om het optreden te kunnen zien . In 1997 deed Osdorp Posse twee shows op het grootste festival van Nederland, het Pinkpop-festival. Op de hoofddag van het festival traden ze op het hoofdpodium op voor een vol veld met fans, resulterend in de grootste Nederlandstalige rap-show van het decennium.
De band had tegen die tijd groot succes gehad met 2 albums in de Nederlandse album-charts, terwijl ze nog steeds op een indie-label werden uitgebracht en vrijwel geen airplay kregen op radio en televisie. In 1995 was Afslag Osdorp, hun vierde album, het eerste Nederlandstalige rap-album ooit dat de Album Top 100 binnenkwam. Met in totaal 14 weken in de hitlijsten en zelfs een notering in de top 20 was dit een unieke prestatie, met een piekpositie die pas 7 jaar later zou worden geëvenaard door Brainpower .
Langzaamaan werd de band en Nederlandse rap in het algemeen ook serieuzer genomen buiten de scene. Na het niet te negeren succes op het podium en in de album-charts van Osdorp Posse, kreeg de tekstuele inhoud voorzichtige lof in de pers. In het midden van de jaren 90 werkte Def P samen met gerenommeerde schrijvers als Remco Campert en werd hij regelmatig uitgenodigd om zijn teksten voor te dragen op poëzie/rap-festivals zoals het Double Talk Festival in Paradiso . Ook won Osdorp Posse in 1996 de toen nog prestigieuze Popprijs als beloning van hun succes en verdiensten voor de ontwikkeling van een nieuw genre.

### Een nieuwe stroming
In Amerika ontstond aan het einde van de jaren 1980 binnen de hiphop de stroming alternatieve hiphop, waarbinnen de groepen niet conform waren aan het traditionele stereotype van de hiphop en rap zoals gangsta, bass en hardcore rap. Ze werden daarentegen beïnvloed door funk en rock, maar ook jazz, soul, reggae en zelfs folk.
Extince, een rapper uit Noord-Brabantse Oosterhout, bracht binnen dit genre in 1995 de single Spraakwater uit. Geen label in Nederland wilde de single aanvankelijk uitbrengen, waardoor Extince samen met Kees de Koning de single zelf besloot uit te brengen. Het werd het eerste wapenfeit van het label Top Notch. Terwijl Djax Records zich al jaren eerder toespitste op Nederlandse hiphop, groeide Top Notch later uit tot het meest toonaangevende hiphop-label van Nederland.
Toen Osdorp Posse al grote successen had gekend met hun albums in de vorm van hardcore rap, werd Extince's meer op funky raps geïnspireerde Spraakwater de eerste Nederlandstalige rap-single die de mainstream pop single-charts van het land haalde. Het nummer bereikte zelfs de top 10 van die charts en kreeg airplay op de radio.
Dit succes bleek later voor veel rappers een belangrijke factor te zijn om hun eigen vorm te vinden binnen de Nederlandse rap. Aan de andere kant kwam er ook felle kritiek uit de scene, die vonden dat Extince makkelijk wilde scoren met een commercieel aantrekkelijk geluid. Zo bracht Osdorp Posse het nummer Braakwater uit, wat het startschot was van een vete tussen Extince en de Amsterdamse rap-groep.
Vanaf dat moment domineerden twee stijlen het Nederlandse hiphop-landschap. Aan de ene kant waren er de hardcore rap-artiesten zoals Osdorp Posse, De Uitverkorenen, Casto en West Klan, die zich richtten op de inhoud van hun teksten met sociale kritiek, politieke onderwerpen en kennis, op vaak energieke en ruwe beats. Aan de andere kant was er Extince, die meer een verhalenverteller was met een vloeiende flow en een talent voor woordspelingen en metaforische vergelijkingen, op funky beats.
In 1998 bracht Extince zijn debuutalbum Binnenlandse Funk uit, dat ondanks de twee hit-singles geen hoge notering in de hitlijsten opleverde . Toch wordt dit album door vele fans en rap-artiesten gezien als een klassieker binnen de nederhop. Behalve de 3 jaar oudere hit Spraakwater staat op dit album onder andere een disstrack naar Osdorp Posse genaamd Kaal of Kammen. Ook bevat het een samenwerking met een nieuwe generatie rappers genaamd Zoete Inval.
Datzelfde jaar maakte de rapper Brainpower zijn eerste stappen binnen de nederhop door de Grote Prijs van Nederland in de categorie r&b/hiphop te winnen.

## De jaren 2000 tot nu

### Jaren 2000
De 21e eeuw brak aan en er kwam een stroom van nieuwe muziek. Brainpower bracht in 2001 zijn debuutalbum Door Merg & Brain uit. De plaat, waarop de rapper zijn kwetsbare kant laat zien, werd goed ontvangen waardoor Brainpower in een klap bekend werd binnen de muziekindustrie. De singles Je moest waarschijnlijk gaan, waar hij vertelt over de zelfmoord van zijn beste vriend, en De Vierde Kaart, dat gaat over liefdesverdriet, waren tekenend voor de plaat.
De Grote Prijs van Nederland 2001 werd sterk bezet op nederhop-gebied. De Almerenaar Raymzter wist de finale te winnen, maar ook D-Men (o.a. Lange Frans en Baas B) en Opgezwolle (Sticky Steez, Dippy Delic en Phreako Rico) namen ook deel aan de competitie.
Opgezwolle uit Zwolle werd de eerste rapgroep uit het oosten van Nederland die Nederlandse aandacht kreeg. In hetzelfde jaar brachten ze op eigen kracht het album Spuugdingen op de mic uit, waar toen ook al de jonge rapper Typhoon te horen was.

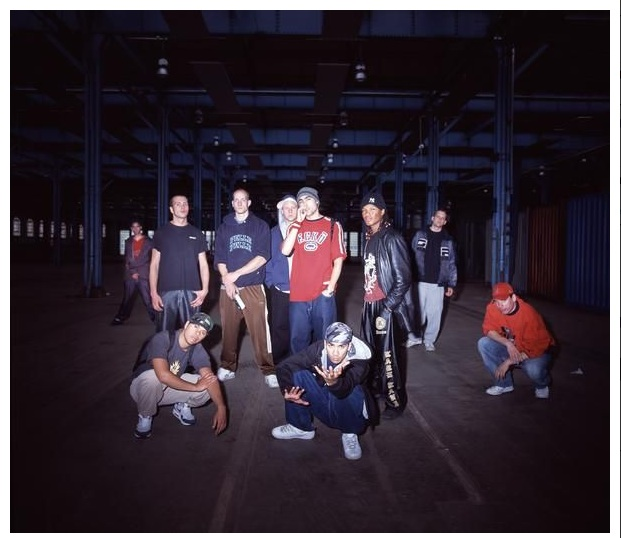
Rapgroep DAC met onder andere Jiggy Djé, Diggy Dex en Wudstik, 2004.

In 2002 bracht de De Amersfoortse Coöperatie, afgekort DAC, hun debuutalbum Didactici uit. De groep bestond onder andere uit Jiggy Djé, Grootmeester Jan, Diggy Dex en Wudstik. Dit album werd in eigen beheer uitgebracht, via landelijke internetsites gepromoot en door de leden zelf naar verkooppunten in het hele land gebracht. Hierdoor was de cd in korte tijd uitverkocht. Ook bereikte de groep in dat jaar de finale van "Het Geheim van Utrecht". In de finale werd zowel de publieksprijs als de juryprijs gewonnen. Dit leidde ertoe dat DAC werd gekwalificeerd voor de Grote Prijs van Nederland. In de finale van de Grote Prijs van Nederland won DAC de publieksprijs.
Raymzter maakte vervolgens naam door freestylebattles te winnen en in 2003 zijn debuutalbum Rayalistisch uit te brengen. De rapper stond bekend om zijn maatschappijkritische raps, rauwheid en vindingrijke metaforen. Op het album staat onder andere het nummer Kutmarokkanen??! (uitgebracht in 2002), waarmee Raymzter als Marokkaanse rapper veel media-aandacht kreeg. De titel is een verwijzing naar een verbale uitglijder door toenmalig Amsterdams wethouder Rob Oudkerk.
Rond 2003/2004 ontstond er tussen de twee toprappers van het moment, Brainpower en Extince, een ruzie. Extince bracht op zijn album 2e Jeugd (2004) de disstrack Doorgaan uit, waarin hij uithaalt naar Brainpower. Hij verwijt Brainpower dat hij te veel de commerciële kant op ging. Brainpower, die commercieel succesvoller was dan Extince en nederhop op geheel eigen, authentieke wijze groot en breed geaccepteerd maakte, reageerde snel met het nummer Ghostbusters.
Ondertussen ontstond er in en rondom Zwolle een bloeiende hiphopscene, waar Opgezwolle een centrale positie inneemt. Andere acts uit die omgeving waren Kubus, Typhoon, Blaxtar en Jawat!. In 2003 kwam via Top Notch vervolgens het album Vloeistof uit, waarna Kubus in 2004 zijn album Buitenwesten uitbracht met gastbijdrages van de gehele Zwolse hiphopscene. In 2004 startte ook de inmiddels legendarische "Buitenwesten Tour", een tour waar Opgezwolle, Kubus, Typhoon, Jawat! en ook DuvelDuvel aan meededen. Het leverde in het gehele land volle zalen op en staat tegenwoordig bekend als een van de beste nederhopshows ooit.
Zwolle begon de hiphopscene te domineren. In 2006 bracht Opgezwolle hun derde album Eigen Wereld uit, waarna Typhoon zijn langeverwachte debuut Tussen licht en lucht een jaar later uitbracht. Eigen Wereld bereikte de vierde plek in de Album Top 100, de hoogste hitnotering voor een Nederlands hiphop album tot in 2013, toen de supergroep Great Minds de tweede plek behaalde. Jiggy Djé van de rapgroep DAC bracht tevens dat jaar zijn debuutalbum Noah's ark uit op zijn eigen gelijknamige label Noah's Ark. Hiermee vormde hij de eerste serieuze concurrent van Top Notch. Daarnaast brachten DAC-leden Diggy Dex, Grootmeester Jan en Wudstik allemaal een solo-project uit, waarna DAC op inactief kwam te staan. 2007 was het jaar dat de groep Opgezwolle uit elkaar ging. Sticky Steez bracht vervolgens samen met Delic zijn soloalbum Fakkelteit uit.

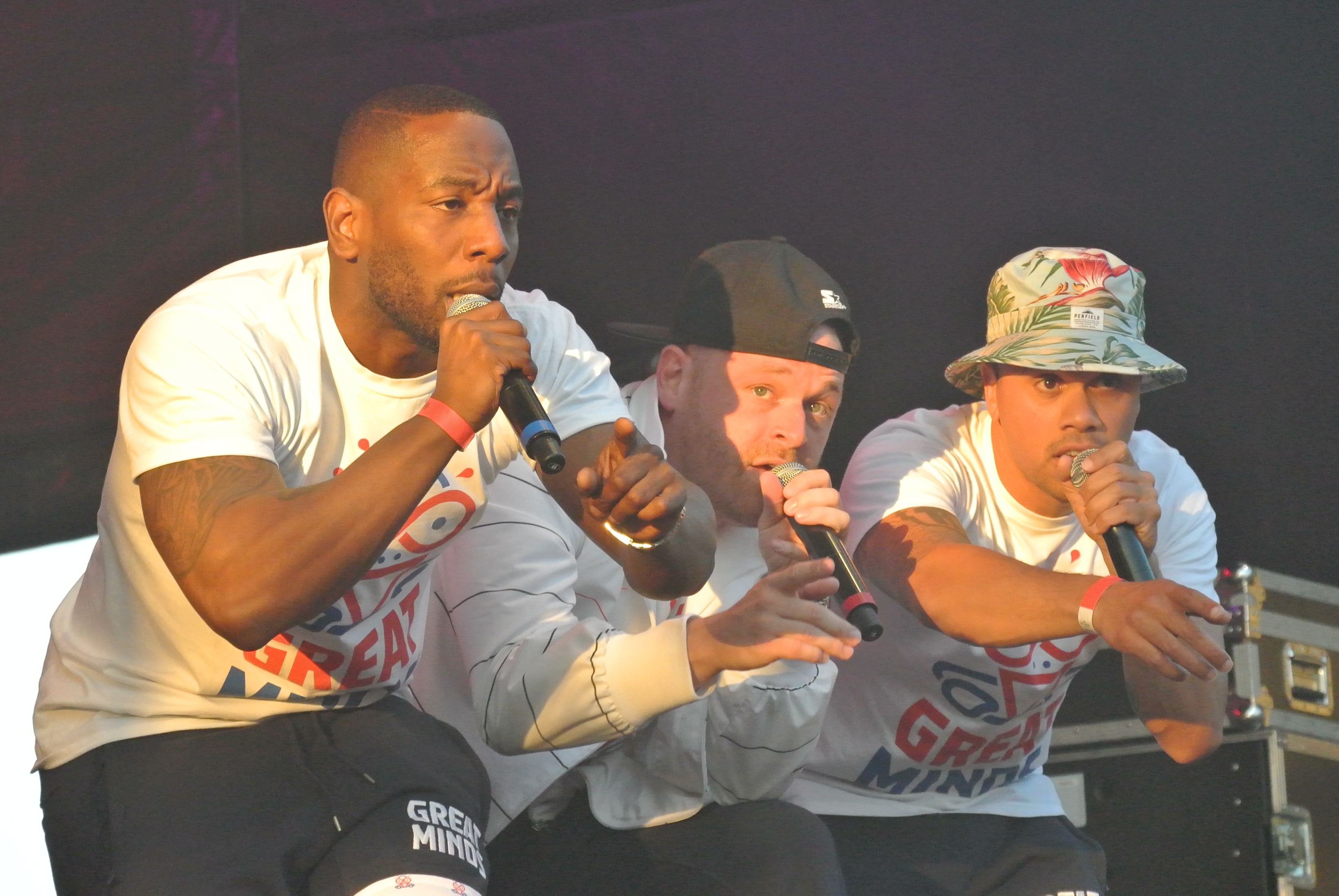
Winne, Sticky Steez en Jiggy Djé vormde de supergroep Great Minds in 2013.

Brainpower ontving in 2008 als eerste alternatieve hiphop act een gouden plaat voor zijn album Verschil moet er zijn uit 2002. De Eindhovense rapper Fresku bracht dat jaar het nummer Brief aan Kees uit. Het nummer was gericht aan Kees de Koning, de labelbaas van Top Notch. In de muzikale open brief levert Fresku kritiek op de nederhopscene, waar de straatrap de boventoon begon te voeren. Rappers als Kempi waren op dat moment populair in Nederland. De Koning was onder de indruk van het nummer en nam contact op met Fresku, waarna Fresku in 2009 een contract tekent bij Top Notch. Zijn eerste single Twijfel, waarin hij zijn breekbare kant toont, werd goed ontvangen.
Vanuit Zwolle kwam er in 2009 weer geluid. Rappers Sticky Steez, Phreako Rico, James en Typhoon vormde de rapgroep Fakkelbrigade en brachten hetzelfde jaar het album Colucci Era uit.

### Jaren 2010
In 2013 sloegen de rappers Sticky Steez, Jiggy Djé en Winne hun handen ineen en vormden de supergroep Great Minds. Ze brachten het album Great Minds uit, die op de tweede plaats in de Album Top 100 binnenkwam. Dit was nog nooit gebeurd bij een alternatieve nederhopplaat. Tot 2013 was het album Eigen Wereld van Opgezwolle het album met de hoogste hitnotering.
Typhoon bracht na zeven jaar zijn tweede album uit genaamd Lobi Di Basi. Lobi Da Basi werd door het Nederlandse muziektijdschrift OOR verkozen tot het op een na beste album van 2014. Niet eerder eindigde een Nederlandse plaat zo hoog in hun jaarlijst. Daarnaast ontving Typhoon eind mei 2015 een gouden plaat voor het album. Het album werd in minder dan één jaar meer dan 20.000 keer verkocht. Een aanzienlijk deel hiervan waren fysieke cd's en vinylplaten, geen downloads via internet.
De rappers Sticky Steez en Phreako Rico vierden in 2016 het vijftienjarig actief zijn in de nederhop met een boxset van al hun oude albums en de re-release van de Opgezwolle albums op vinyl. Op 9 december 2016 gaven Sticks, Rico en Typhoon vervolgens het grootste Nederlandse hiphopconcert uit de geschiedenis. De drie uur durende show werd gegeven in de Ziggo Dome Amsterdam.
Rappers
- Blaxtar
- Bolle Tim
- Brainpower
- Diggy Dex
- Duvel
- Extince
- Fresku
- Gikkels
- Jawat!
- Jiggy Djé

- Klopdokter
- Mr. Probz
- Phreako Rico
- Raymzter
- Sticky Steez
- Typhoon
- U-Niq
- Willy
- Winne

Rapgroepen
- Boef en de Gelogeerde Aap
- Cartes & Kleine Jay
- DAC
- DuvelDuvel
- Fakkelbrigade
- Great Minds
- Opgeduveld
- Opgezwolle
- Spookrijders
- VSOP
- Zo Moeilijk

Producers/dj's
- Dippy Delic
- Duvel
- FS Green
- Hayzee
- Kubus
- Reverse

Albums met een top 10 notering in de Album Top 100
- 2013: Great Minds – Great Minds – 2
- 2014: Typhoon – Lobi da Basi – 3
- 2015: Fresku – Nooit Meer Terug – 3
- 2006: Opgezwolle – Eigen Wereld – 4
- 2002: Brainpower – Verschil moet er zijn – 6
- 2007: Sticky Steez – Fakkelteit – 7
- 2009: Fakkelbrigade – Colucci Era – 7
- 2012: Fresku – Maskerade – 7
- 2010: Sticky Steez – Alledaagse Waanzin – 8

Hoogst genoteerde album in de Album Top 100
- 1995: Osdorp Posse - "Afslag Osdorp" - 19
- 1996: Osdorp Posse - "Briljant, Hard & Geslepen" - 29
- 1997: Osdorp Posse - "Geendagsvlieg" - 20
- 1998–2001: Extince – Binnenlandse Funk – 47
- 2000: Osdorp Posse - "Kernramp" - 38
- 2001–2002: Brainpower – Door merg en brain – 23
- 2002–2006: Brainpower – Verschil moet er zijn – 6
- 2006–2013: Opgezwolle – Eigen Wereld – 4
- 2013–heden: Great Minds – Great Minds – 2

Platina platen
- 2017: Typhoon – Lobi da Basi (uit 2014)

Gouden platen
- 2008: Brainpower – Verschil moet er zijn (uit 2002)
- 2009: Osdorp Posse - "Afslag Osdorp" (uit 1995)
- 2015: Typhoon – Lobi da Basi (uit 2014)

## Straatrap
Rappers
- Adje
- Ali B (tot 2004)
- Appa
- Boef
- Chivv
- Crooks
- D-Double[30]
- Excellent
- Hef
- Helderheid
- Ibra
- Ismo
- Keizer
- Kempi

- Kleine Viezerik
- Lijpe
- MocroManiac
- Mr. Probz
- Negativ
- Priester
- Rocks
- Salah Edin
- Sjaak
- Soesi B
- U-Niq
- Winne
- Yukkie B

Rapgroepen
- Green Gang
- Hydroboyz
- Straight Outta Control
- Tuindorp Hustler Click (THC)

Producers/dj's
- FS Green
- Hayzee
- Reverse

## Afgeleide stijlen

### Pop-rap

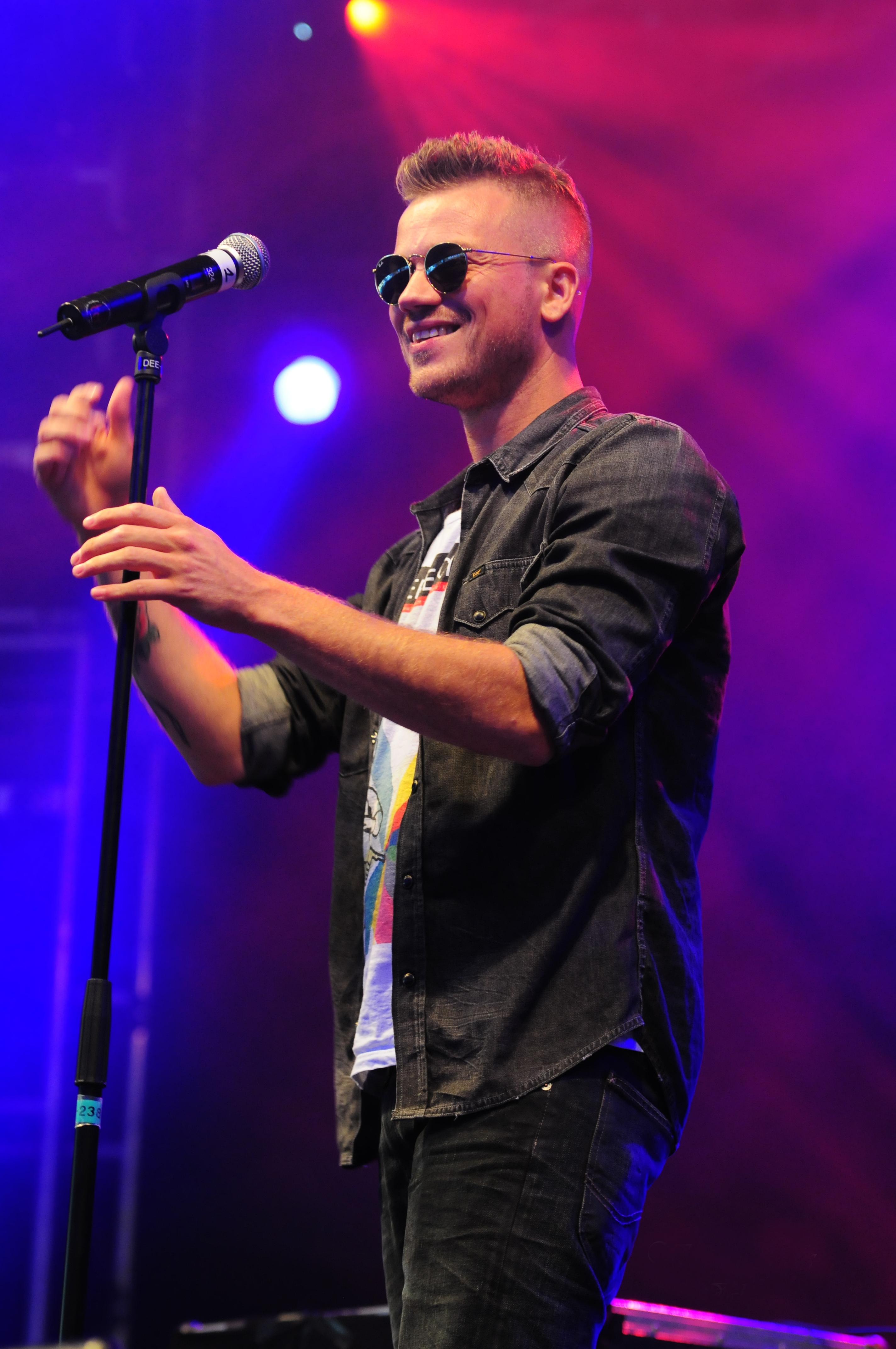
Gers Pardoel, een poprapper.

Pop-rap, ook bekend als hip pop, is een combinatie van hiphop muziek en popmuziek met de voorkeur voor melodieuze zang en catchy deuntjes.
In de 21e eeuw werd de nederhop in Nederland geaccepteerd, ook door het grote publiek. Er kwamen rappers bij die commerciëler ingesteld waren. Het bekendste voorbeeld hiervan is de rapgroep De Jeugd van Tegenwoordig, die vanaf 2005 hit na hit had in zowel Nederland als in België. Andere voorbeelden zijn Ali B met zijn label SPEC Entertainment, Dio, Sef van de Flinke Namen, Lange Frans & Baas B en Gers Pardoel. In 2020 heeft de producer / rapper ANTOON nieuwe invulling gegeven aan het genre met zijn album Ogen op de troon waarin veel 80's invloeden zijn verwerkt.
Rappers
- Ali B (vanaf 2004)
- Baas B
- Big2
- Dio
- Faberyayo
- MC Fit
- Gers Pardoel
- Jayh

- Kraantje Pappie
- Lange Frans
- Murth the Man-o-Script
- Sef
- Vieze Fur
- Willie Wartaal
- Willy
- Yes-R

Rapgroepen
- Flinke Namen
- Fouradi
- De Jeugd van Tegenwoordig
- The Opposites

Producers/dj's
- Bas Bron

### Grime

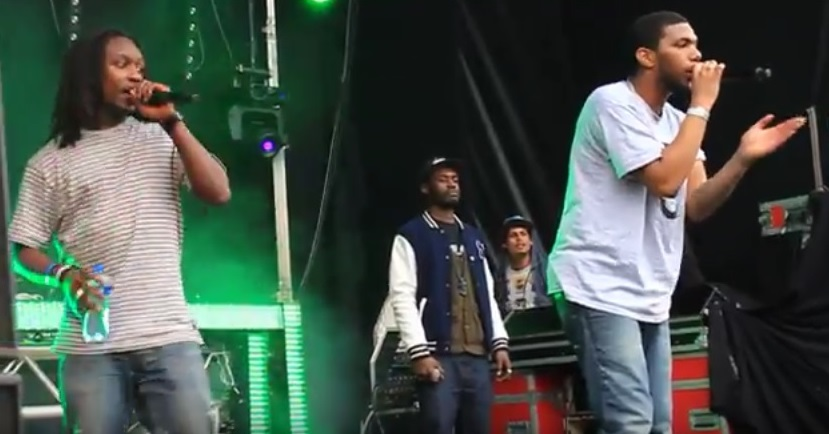
Amsterdamse groep Zwart Licht, 2012.

Grime is een muziekstroom uit Engeland, Londen. Het is een voortvloeisel van jungle en UK garage die in de jaren 2000 populair werd.
DJ Gomes stond aan de wieg van grime in Nederland toen hij begin van de 21e eeuw 'Oi' organiseerde, een grimefeest wat tijdens Bassline in de kleine zaal van de Amsterdamse Paradiso plaatsvond. De Rotterdamse groep NoizBoiz wordt gezien als de grondlegger van de Nederlandse grime. Zwart Licht, een hiphopgroep uit Amsterdam, gaf de grime in Nederland vervolgens meer bekendheid met hun debuutalbum Bliksemschicht, dat in 2009 uitkwam. De plaat was een combinatie van hiphop en grime. In hetzelfde jaar won het Amsterdamse duo Dret & Krulle, dat sterk geïnspireerd was door de grime, de finale van de Grote Prijs van Nederland en bracht tevens het grime album Newskool MC's uit.
De grime verdween vervolgens van de radar, iets wat de Nederlandse grime artiesten niet erg vinden:  "Het is ook niet erg. Het is bedoeld voor de underground. Het is altijd heel puur geweest en als het commercieel wordt, wordt het fluffy," aldus Akwasi, lid van de rapgroep Zwart Licht.
Met de Amsterdamse rapper Sevn Alias kwam er weer grime in de Nederlandse muziekwereld. Voor het nummer Mandem uit 2016 werkte hij samen met de Engelse grime-rapper JB Scofield. Mandem werd zowel nationaal als internationaal goed ontvangen en kwam terecht op de prestigieuze grime-playlist 'Grime Shutdown'. Op zijn debuutalbum Trap Grammy (2016) maakte hij vervolgens samen met Akwasi het grime-nummer Who Dat.
Rappers
- Akwasi
- D-Double
- Dret

- Krulle
- Sevn Alias

Groepen
- Dret & Krulle
- Zwart Licht

Producers
- Hayzee

### Trap
Trap ontstond in de vroege jaren van de jaren 2000 in het zuiden van de Verenigde Staten. Trap is oorspronkelijk straattaal voor een plek waar drugs werd gehandeld (the trap). In deze muziekstroom gaat het daarom vaak over het verhandelen van drugs.
Het label Rotterdam Airlines richt zich voornamelijk op trap. Rapper Sevn Alias sloot zich aan bij het label en bracht verschillende mixtapes uit, waarna in 2016 zijn debuutalbum Trap Grammy verscheen. Daarnaast bracht het label artiesten als Kevin en Jairzinho.
Rappers
- Hef (vanaf 2015)
- Ibra
- Jairzinho
- Josylvio
- Kevin
- Sevn Alias

### Nieuwe Golf

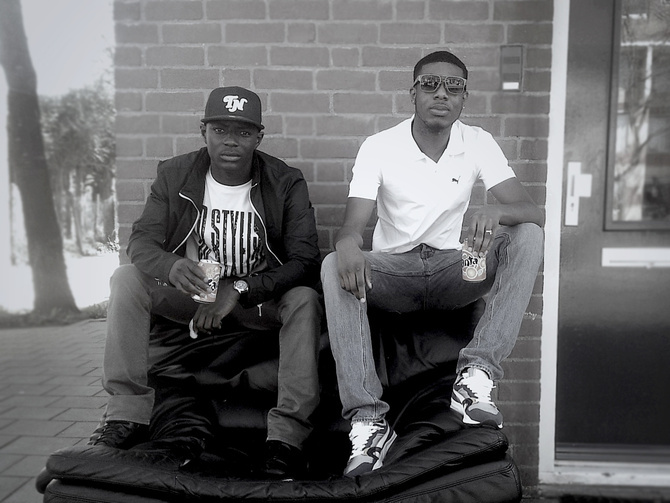
De Amsterdamse groep SBMG.

Rond 2014 stond er een nieuwe groep rappers op die bekendstaat als de 'socialmediageneratie'. De stijl van deze nieuwe generatie is een combinatie van rap, mainstream pop, kleurrijke r&b, afrobeat, speelse dancehall en Caribische beats. Het wordt gekenmerkt door de melodieuze hooks in de beats en de aanstekelijke refreintjes die vaak worden gezongen met Auto-Tune. Hierdoor wordt de muziek vaak gebruikt als clubmuziek. Het wordt de 'social media generatie' genoemd omdat deze muziek vaak honderdduizenden views op YouTube aantikken. Minder dan driehonderdduizend views wordt volgens een van de bekendste rappers van deze generatie, Lil' Kleine, gezien als een flop.
De generatie kreeg vorm in 2015 toen Top Notch labelbaas Kees de Koning de nieuwste generatie rappers samenbracht op Schiermonnikoog. De groep bestond uit onder andere de opkomende rappers Ronnie Flex, Jonna Fraser, Lil' Kleine, Bokoesam, SFB, Frenna, Def Major en producer Jack $hirak. In tien dagen werd het album New Wave geschreven en geproduceerd. Op het album staan onder andere de monsterhits Drank & Drugs, Investeren in de liefde en Zeg Dat Niet, die allemaal meerdere keren platina gingen. De groep, onder de naam New Wave, gaf vervolgens in april 2015 hun albumrelease in het Amsterdamse Paradiso. Het collectief won uiteindelijk de Popprijs 2015 voor de belangrijkste bijdrage aan de Nederlandse popmuziek. Op dat moment was het album met meer dan 60 miljoen luisterbeurten het meest gestreamde album van 2015 op Spotify. Op YouTube stond de teller van alle losse nummers op dat moment (mei 2016) op 80 miljoen.
De nummers van het album New Wave gingen stuk voor stuk goud, waarna het album zelf in augustus 2015 de status van gouden album kreeg. Ondertussen brachten de rappers van New Wave ook solo-albums uit. In 2015 brachten Jonna Fraser en SFB albums uit waar singles op stonden die later de gouden status bereikten. Daarnaast kwamen de rapgroepen Broederliefde uit Rotterdam en SBMG uit Amsterdam ook met albums. Begin 2016 kwam de tevens uit Amsterdam komende Lil' Kleine zijn debuutalbum WOP! uit. Het album verkocht in twee maanden meer dan 40.000 stuks waardoor deze toen al de platina status bereikte.
2016 werd daarnaast het jaar van Broederliefde. De groep bracht hun album Hard Work Pays Off 2 uit, die binnenkwam op de eerste plek in de Nederlandse Album Top 100.
Zangers/rappers
- Ares
- Bokoesam
- Emms
- Frenna
- Kid de Blits
- Ronnie Flex

- Ibra
- Jairzinho
- Jonna Fraser
- Lil' Kleine
- Mafe
- Monsif

Groepen
- Broederliefde
- Lefensmannen
- New Wave
- SBMG
- SFB

Producers
- Jack $hirak

## Battle-rap

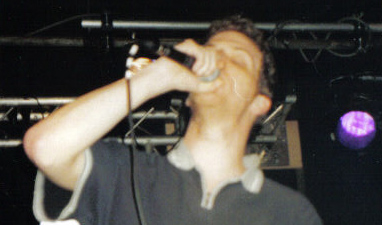
Klopdokter, tweevoudig kampioen GDMW.

De Nederlandse battle-rap werd groot toen het toernooi Geen Daden Maar Woorden (GDMW) in 2001 voor het eerst het 'Nederlands Kampioenschap Freestyle' organiseerde. Samen met het Amsterdamse toernooi SPITT was GDMW tot 2004 het hoogste haalbare niveau in Nederland. In die periode werd de battle-wereld gedomineerd door rappers als Klopdokter, Lange Frans, Bolle Tim, Raymzter, Excellent, Jiggy Djé en in een later stadium door Kimo.
GDMW en SPITT stopten en werden in 2005 vervangen door het toernooi Freestyle voor de GRAP. De Amsterdamse battle-MC Surya wist het toernooi tweemaal achter elkaar te winnen en was in de jaren erna een van de succesvollere rappers in de battle-rap.
Rond die tijd verschenen de eerste battles op de nationale televisie. The Box zond een serie battles uit in het programma Urban Lifestyle en in 2005 kwam het programma DeBattle op de NPS.
Er was een korte periode van stilte in de Nederlandse battle-wereld, totdat rapper Excellent in 2010 de PuchOutBattles opzette. Bij dit toernooi is het de bedoeling dat de rappers zich voorbereiden op hun tegenstanders. Het toernooi werd een succes en stond in 2016 negende op de lijst van wereldwijd ‘Highest Viewed Leagues’.

## Invloed

### Amerikaanse scene

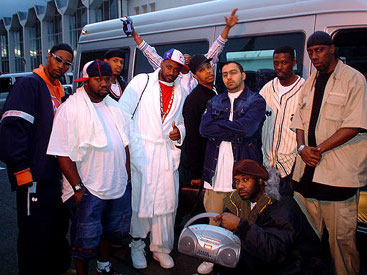
Cilvaringz met de Wu-Tang Clan in 2004.

Veel Nederlandse rappers hebben door de jaren heen met grote rappers uit onder andere Amerika gewerkt. Cilvaringz kwam in 1997 in aanraking met de Wu-Tang Clan tijdens een optreden in Amsterdam en werd later lid van de Wu-Tang Killa Beez. Hij werd de eerste Europeaan die zich bij de Wu-Tang Clan aansloot. Cilvaringz werkte onder andere samen met RZA, Raekwon, Ghostface Killah, Method Man, Masta Killa, Killah Priest, GZA, Killarmy, Pharrell Williams en Ne-Yo. Ook ging hij tussen 2004 en 2005 op tournee samen met Raekwon en onder andere de Nederlandse rapper Salah Edin. In 2015 was hij verantwoordelijk voor het concept en de productie van het duurste hiphop album ooit Once Upon a Time in Shaolin van de Wu-Tang Clan. Het album werd voor twee miljoen euro verkocht aan Martin Shkreli.
In 2002 werkte Brainpower samen met Nas om de remix van het nummer One Mic te maken. Het nummer kwam vervolgens uit in Nederland en België.
Kempi maakte in 2009 samen met de Outlawz (rappers: E.D.I. Mean en Young Noble), de oude groep van 2Pac, een remix van het nummer Revolutie. Het nummer kwam te staan op zijn Mixtape 3.2 du Evolutie van 'N Nigga. Een jaar later bracht hij Du Gangsta Tape: It's Official uit, waar het nummer The Light samen met Layzie Bone (van Bone Thugs-n-Harmony) op stond.
In 2016 werd bekend dat Kempi samenwerkte met de Amerikaanse producer The Alchemist. Het resultaat was de ep Rap 'n Glorie, waar onder andere de single Ik wil Nikes op staat.
Ook de Tuindorp Hustler Click uit Amsterdam kwam in contact met de Outlawz en brachten in 2010 een bezoek aan 101Barz, waar Rocks en RB Djan een sessie deden samen met de rappers van de Outlawz.
De Zoetermeerse rapper Mr. Probz is door zijn Engelstalige muziek in contact gekomen met verschillende grote Amerikaanse artiesten. Zo werkte hij onder anderen met Joe Budden, The Game en stond hij in 2014 op het album Animal Ambition van 50 Cent.

### Politiek
In 2002 kwam de Amsterdamse wethouder Rob Oudkerk in opspraak, omdat hij tijdens een gesprek met burgemeester van Amsterdam Job Cohen de term 'kut-Marokkanen' gebruikte. Hij bedoelde hiermee de jongeren van Marokkaanse afkomst die voor problemen zorgden in de hoofdstad. Rapper Raymzter gebruikte de term en maakte dat jaar het nummer Kutmarokkanen??!. Hij werd in een klap bekend en werd uitgenodigd voor vele programma's om te spreken over het onderwerp.
Het Amsterdamse duo Lange Frans & Baas B maakte in 2008 het nummer Kamervragen, waarin ze kritische vragen stelden aan de Nederlandse regering. Zo rapten ze over de moord op Pim Fortuyn, de vuurwerkramp in Enschede, de oorlog in Irak en de bouwfraude in Nederland. GroenLinks-Kamerlid Tofik Dibi vond het nummer zo krachtig dat hij minister-president Jan Peter Balkenende officieel vroeg de vragen te beantwoorden. Balkenende wilde niet reageren op het nummer. In 2015 maakte Lange Frans vervolgens het vervolg Kamervragen 2.

## Labels

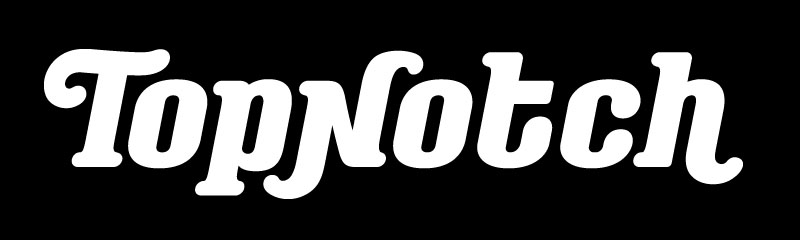
Top Notch, sinds 1995 een toonaangevend nederhoplabel.

Dit is een lijst van enkele nederhoplabels.
- Djax Records (1989–heden)
- Top Notch (1995–heden)
- RAMP Records (1997–2008)
- THC Recordz (2003–heden)
- SPEC Entertainment (2004–heden)
- Noah's Ark (2006–heden)
- Rotterdam Airlines (2009–heden)
- Zonamo Entertainment (2010–heden)
- Sony Music Entertainment (1991–heden)

## Muziekprijzen
- Dutch MOBO Awards (BNN) (2004–2005)
- Urban Awards (BNN & FunX) (2006–2007)[61][62]
- Gouden Greep (State Magazine & Lijn5) (2005–2007)[62][63]
- State Awards (State Magazine & BNN) (2008–2013)[62][64]

Volgens State Magazine - Gouden Greep (2005–2007)
| Jaar | Beste Artiest | Beste Groep   | Beste Producer | Beste Album                   | Beste Nieuwkomer |
| ---- | ------------- | ------------- | -------------- | ----------------------------- | ---------------- |
| 2005 | Jawat!        | Opgezwolle    | Delic          | Jawat! - Ut Zwarte Aap        | Jiggy Djé        |
| 2006 | Jiggy Djé     | Opgezwolle    | Delic          | Opgezwolle – Eigen Wereld     | Typhoon          |
| 2007 | Typhoon       | The Opposites | Delic          | The Opposites – Begin Twintig | Dio              |

Volgens State Magazine & BNN - State Awards (2008–2013)
fusie van Urban Awards & Gouden Greep
| Jaar | Beste Artiest   | Beste Groep   | Beste Producer | Beste Album                 | Beste Nieuwkomer |
| ---- | --------------- | ------------- | -------------- | --------------------------- | ---------------- |
| 2008 | Kempi           | The Opposites | Big2           | Kempi – Du Zoon             | Sef              |
| 2009 | Winne           | Zwart Licht   | FS Green       | Winne – Winne zonder strijd | Fresku           |
| 2010 | Hef             | Bang Bros     | FS Green       | Fresku – Fresku             | Mr. Polska       |
| 2011 | Kleine Viezerik | Nouveau Riche | Boaz v/d Beatz | DJVT – De lachende derde    | MocroManiac      |
| 2012 | Fresku          | Nouveau Riche | Boaz v/d Beatz | Fresku – Maskerade          | Ronnie Flex      |
| 2013 | Hef             | The Opposites | Boaz v/d Beatz | Hef – Papierwerk            | D-Double         |

### Talentenjachten
- The Next MC (101Barz & BNN) (2012–2013)